# Мелаки
Мелаки (на френски: Melaky) е един от двадесет и двата региона на Мадагаскар.
- Столица: Маинтирано
- Площ: 38 852 км²
- Население (по преброяване през май 2018 г.): 309 805 души
- Гъстота на населението: 7,97 души/км²[1]

Регион Мелаки е регионът с най-малко население и най-малка гъстота на населението измежду всички Мадагаскарски региони. Разположен в провинция Махаджанга, в западната част на страната и има излаз на Индийския океан. Разделен е на 4 района.